# بروات
بروات (بالفارسية: بروات) هي قضاء بروات ومدينة تابعة لمدينة بم جنوب شرق محافظة كرمان،إيران. يقدر عدد سكانها بـ 15,388 نسمة .